# Депортація понтійських греків
Депортація понтійських греків — примусове виселення у 1942, 1944 та 1949 роках понтійських греків радянського Чорноморського узбережжя (Краснодарського краю — де більшість з них проживала компактно), Кавказу (Грецький національний район Краснодарського краю) Закавказзя (Абхазія, Адхжарія, Вірменія, Азербайджан), греків України (Крим, частково з Донецької й Одеської області) до Сибіру та казахстанського степу.
Під «постанову» Державного Комітету Оборони підпадали разом із 15 тисячами греків також болгари та вірмени. У Постанові ГОКО № 5984сс від 2 червня 1944 йшлося про таке:
| «Обязать НКВД СССР (тов. Берия) дополнительно к выселению по постановлению ГОКО № 5859сс от 11.V.1944 года крымских татар выселить с территории Крымской АССР 37 000 человек немецких пособников из числа болгар, греков и армян». |
Вивозили людей масово у товарних вагонах, попередньо передавши населенню все майно, яке не потрапляло «під постанову». Під час «доставки» на місця, люди вмирали від різних захворювань. Водою та їжею їх не забезпечили. Воду пили під час стоянок з різних водойм — боліт чи навіть калюж. Особливо страждали діти.
За оцінками російського дослідника понтійського еллінізму Івана Джухи кількість греків, примусово переселених в Казахстан, Урал, Сибір та інші регіони — 63 тисячі осіб, з яких від хвороб і поневірянь загинуло до 30 000 осіб. 1956 року більшість з тих, хто вижив, повернулися назад до своїх домівок. У 1980-ті роки понтійські греки, особливо з країн Закавказзя, масово реемігрувалу на свою етнічну батьківщину — Грецію.